# Tricky Towers
Tricky Towers é um jogo eletrônico multiplayer de quebra-cabeça que tem base construção de torres baseado na física. O jogo foi distribuído digitalmente pelo serviço da Steam para Windows, OS X, Linux e para o serviço da Playstation Plus em agosto de 2016, ou seja, um mês antes do lançamento para o Playstation 4. Já para o Xbox One e o Nintendo Switch, respectivamente foram lançados no dia 18 de setembro de 2017 e no dia 11 de outubro de 2018.

## Gameplay
O jogo funciona como base, a construções de torres. Embora seja visualmente semelhante a Tetris, a jogabilidade é totalmente diferente. Porém ele tem a mesma mecânica de peças caindo, mas o objetivo é empilhar blocos em uma torre em vez de limpar linhas para pontuar. Durante o jogo, os eventos podem causar alterações na física do bloco, como dobrar de tamanho, ficar escorregadio ou cair mais rapidamente. O jogador assume o controle de um dos avatares de mago disponíveis e, dependendo do modo de jogo, deve competir contra outros magos na construção de sua torre de mago para que seja o mais alto e estável possível e o mais rápido possível. Os jogos são curtos e rápidos e fáceis de entender e jogar e as peças se movem em incrementos de meio quadrado.
Os jogadores podem usar feitiços para ajudar a si mesmos ou impedir os oponentes. Durante uma partida, existem 17 magias que podem ser disponibilizadas ao jogador. Os feitiços são divididos em categorias de magia clara e escura - a magia clara se concentra em aumentar sua torre, enquanto a magia negra gira em torno de interferir com seus oponentes, como danificar ou enfraquecer suas torres ou interferir em seus esforços de engenharia de outras maneiras desonestas.

O jogo possui três modos distintos de jogo para vários jogadores: Corrida, Sobrevivência e Quebra-cabeça. No modo de jogo Corrida, os jogadores devem competir para serem os primeiros a construir uma torre alta o suficiente para passar a linha de chegada. Eficiência e velocidade de construção são essenciais para este modo de jogo e proporcionam uma experiência de jogo rápida e frenética. No modo de sobrevivência, o jogador deve tentar colocar um certo número de tijolos em sua torre sem deixar cair muitos e perder a saúde. Eles devem se concentrar na construção cuidadosa e na aplicação inteligente de feitiços para triunfar.Já o modo quebra-cabeça, é o mais lento em comparação com os outros dois. Os jogadores precisam tentar colocar o maior número possível de tijolos na torre abaixo de um determinado ponto de corte. Isso requer um estilo de jogo mais criativo, pois o jogador precisa tentar superar a física e apresentar várias soluções de engenharia.
Há também vários desafios para um jogador disponíveis, nos quais o jogador precisa tentar alcançar um determinado conjunto de condições, dependendo do desafio a ser bem-sucedido. Existem também versões para um jogador dos modos de jogo Survival e Puzzle, onde os jogadores competem por uma pontuação alta, e a versão Xbox do jogo introduziu uma versão para um jogador do modo Race, que posteriormente foi adicionado a outras plataformas.

## Recepção
O Tricky Towers no PC e Nintendo Switch recebeu críticas favoráveis dos críticos, enquanto as versões para PlayStation 4 e Xbox One receberam críticas "mistas ou médias". Já a análise da PS Nation considerou o jogo divertido, mas não fácil. Já a avaliação da Nintendo Life da versão Switch resumiu: "Embora as ofertas para um único jogador sejam um pouco limitadas, aproveitamos nosso tempo com Tricky Towers e o recomendamos muito para quem procura um bom jogo multiplayer ou quebra-cabeça no sofá".